# ناسور سباتي كهفي
يتشكل الناسور السباتي الكهفي من الاتصال غير الطبيعي بين الجهازين الشرياني والوريدي داخل الجيب الكهفي في الجمجمة. يمثل هذه الناسور أحد أشكال التوصيلة الشريانية الوريدية. مع دخول الدم الشرياني تحت الضغط المرتفع إلى الجيب الكهفي، يتعرض العائد الوريدي الطبيعي إلى الجيب الكهفي للإعاقة ما يسبب تحفل أوردة التصريف، إذ يتظاهر ذلك على شكل تحفل مفاجئ واحمرار في العين من نفس الجانب.

## التظاهرات
تشمل أعراض «سي سي إف» اللغط (صوت همهمة داخل الجمجمة بسبب التدفق الدموي المرتفع خلال التوصيلة الشريانية الوريدية)، وفقدان البصر المترقي وجحوظ العين النابض أو البروز المترقي للعين نتيجة توسع أوردة التصريف في العين. يُعتبر الألم العرض الأصعب تحملًا بالنسبة المرضى.
عادة ما يختبر المرضى احمرار العين في جهة واحدة على نحو مفاجئ أو تدريجي، إذ يرتبط الاحمرار أيضًا مع جحوظ أو بروز مترق للعين. قد يمتلك هؤلاء المرضى تاريخًا من النوبات المماثلة في الماضي.

## الأسباب
قد يتشكل الناسور السباتي الكهفي بشكل تال لإصابة الرأس الرضية المغلقة أو المخترقة، أو التلف الناجم عن الجراحة، أو تمزق أم الدم داخل الكهفية أو بالاقتران مع اضطرابات النسج الضامة، والأمراض الوعائية ونواسير الجافية.

## العلاج
تتمثل الخطوة الأولى لعلاج الناسور السباتي الكهفي في العلاج داخل الوعائي. يمكن إجراء هذا العلاج عبر الشريان (غالبًا في حالة الناسور السباتي الكهفي المباشر) أو عبر الوريد (أكثر شيوعًا في حالة الناسور السباتي الكهفي غير المباشر). يمكن استخدام بعض النهج الأخرى الأكثر مباشرة في بعض الحالات، مثل البزل المباشر عن طريق الحجاج للجيب الكهفي أو إقناء وريد التصريف الحجاجي العلوي، عندما يتعذر استخدام النهج التقليدية الممكنة. أبلغت بعض الحالات عن حدوث تراجع عفوي للناسور غير المباشر إلا أن هذه الحالة غير شائعة. ورد أيضًا استخدام الضغط اليدوي المرحلي للشريان السباتي في نفس الجانب بهدف المساعدة في إحداث الإغلاق العفوي في بعض الحالات المحددة.
يمكن علاج الناسور السباتي الكهفي المباشر من خلال إغلاق الجيب الكهفي المصاب (اللفائف، والبالون والعوامل السائلة)، أو من خلال إعادة بناء الشريان السباتي الداخلي التالف (الدعامات، واللفائف والعوامل السائلة).
يمكن معالجة الناسور السباتي الكهفي غير المباشر من خلال إغلاق الجيب الكهفي المصاب باستخدام اللفائف، أو العوامل السائلة أو مزيج من الاثنين.